# Zuppa di pinne di squalo
La zuppa di pinne di squalo detta zuppa di pinne di pescecane è una specialità della cucina cinese, popolare sin dai tempi della dinastia Ming. Viene in genere servita in occasioni speciali come banchetti e feste nuziali. Inteso come alimento di lusso, questo piatto è considerato simbolo di salute e prestigio nella cultura cinese.
La pratica nota come spinnamento degli squali è necessaria alla preparazione della zuppa ed è stata oggetto di controversie negli ultimi anni, mentre in alcuni settori della società cinese il consumo dell'alimento continua a crescere drammaticamente. Animalisti ed ambientalisti hanno denunciato la pratica come brutale, e l'hanno dichiarata uno dei fattori principali che stanno contribuendo al declino globale di molte specie di squalo.
La costante crescita dell'economia cinese sta tuttavia producendo un considerevole aumento nella domanda di pinne di squalo, mentre l'importanza di questo predatore nell'ecosistema marino rende la continuazione di questa pratica ancora più grave.

## Preparazione

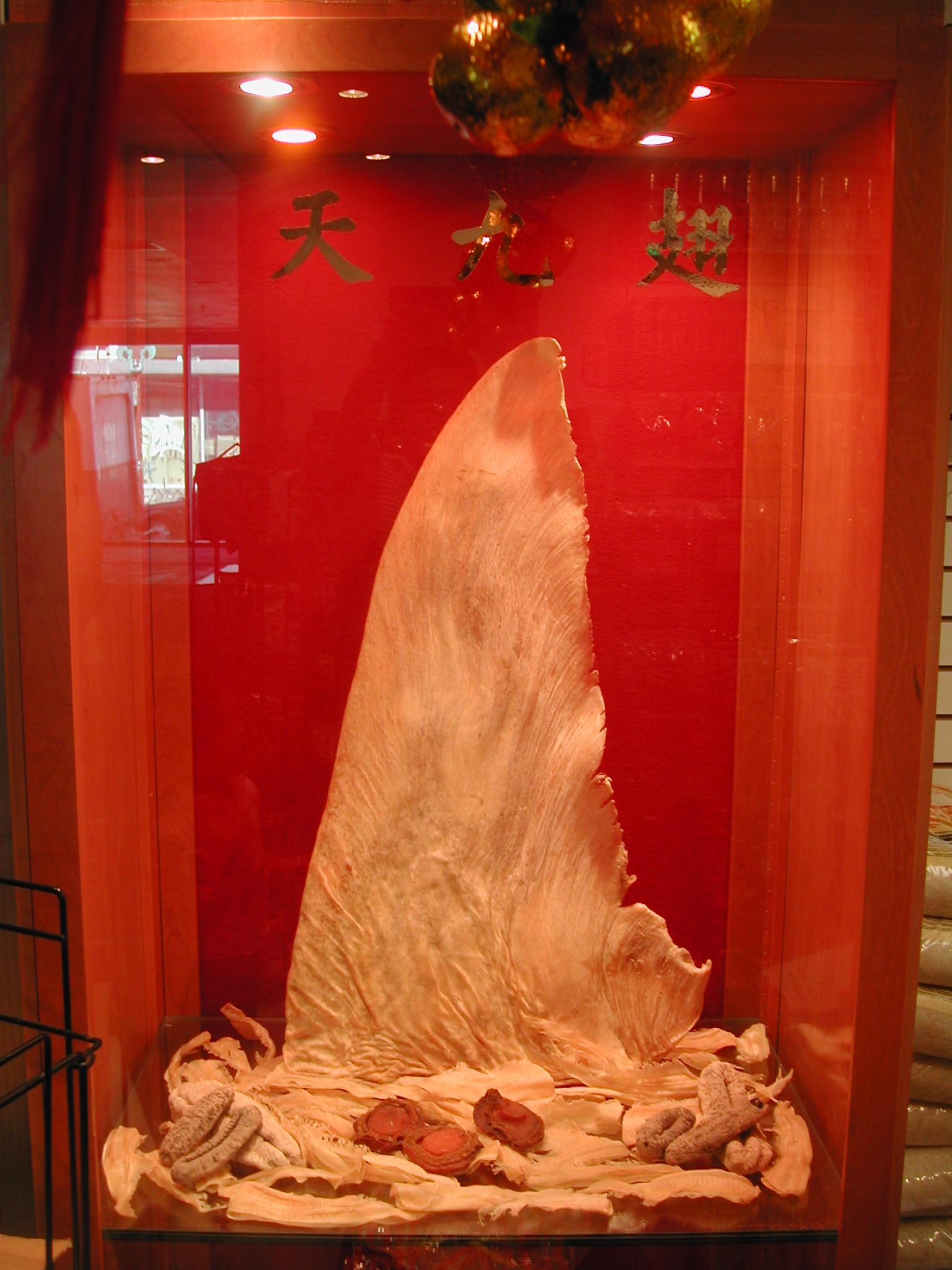
Una pinna essiccata preparata per la cottura.

Una zuppa o uno stufato di squalo possono essere ottenuti da pinne di squalo ricavate da una grande varietà di specie. Il trattamento delle pinne prevede la rimozione della pelle, il taglio in una forma più definita ed un'accurata essiccatura. L'acqua ossigenata può essere utilizzata prima dell'essiccatura per rendere il colore più invitante.
Le pinne in questione sono in particolare le cartilaginee pinne pettorali e dorsali. Vengono vendute in due forme: essiccate o surgelate. In entrambi i casi la cottura prevede una fase preliminare di ammorbidimento. Nel caso del prodotto surgelato, esso è generalmente pretrattato e richiede soltanto un'ora di ammollo.
Esistono due tipi di pinna essiccata: quella intera, che richiede lavoro supplementare, e quella affettata.  Il valore nutrizionale della carne è dibattuto: alcuni dichiarano che sia ricca di calcio e ferro, e che contengano proteine di alta qualità, altri le assegnano un basso valore nutrizionale.
Le pinne di squalo, come del resto succede per altre specialità delle cucine asiatiche come la zuppa di nido d'uccello o i cetrioli di mare, non hanno un sapore particolare di per sé; la loro fama nasce piuttosto da come sono presentate e da come riescono ad assorbire il sapore degli altri ingredienti, oltre che per il fatto che sono considerate rarità e beni di lusso.

### Imitazione
Esiste anche un'imitazione dell'originale che in genere è venduta in barattoli di latta e che viene etichettata come zuppa di squalo. Il prezzo di vendita è di circa 1,50 dollari al pezzo e non contiene pinne di squalo, ma vermicelli cinesi (spaghetti di grano tenero) tagliati in modo da sembrare pezzi di pinna. Questa zuppa differisce dall'originale per aspetto e colore, ed è spesso preparata in brodo di pollo ed accompagnata a funghi e carne di maiale per aumentare il gusto e migliorare l'aspetto del piatto.

## Mercato

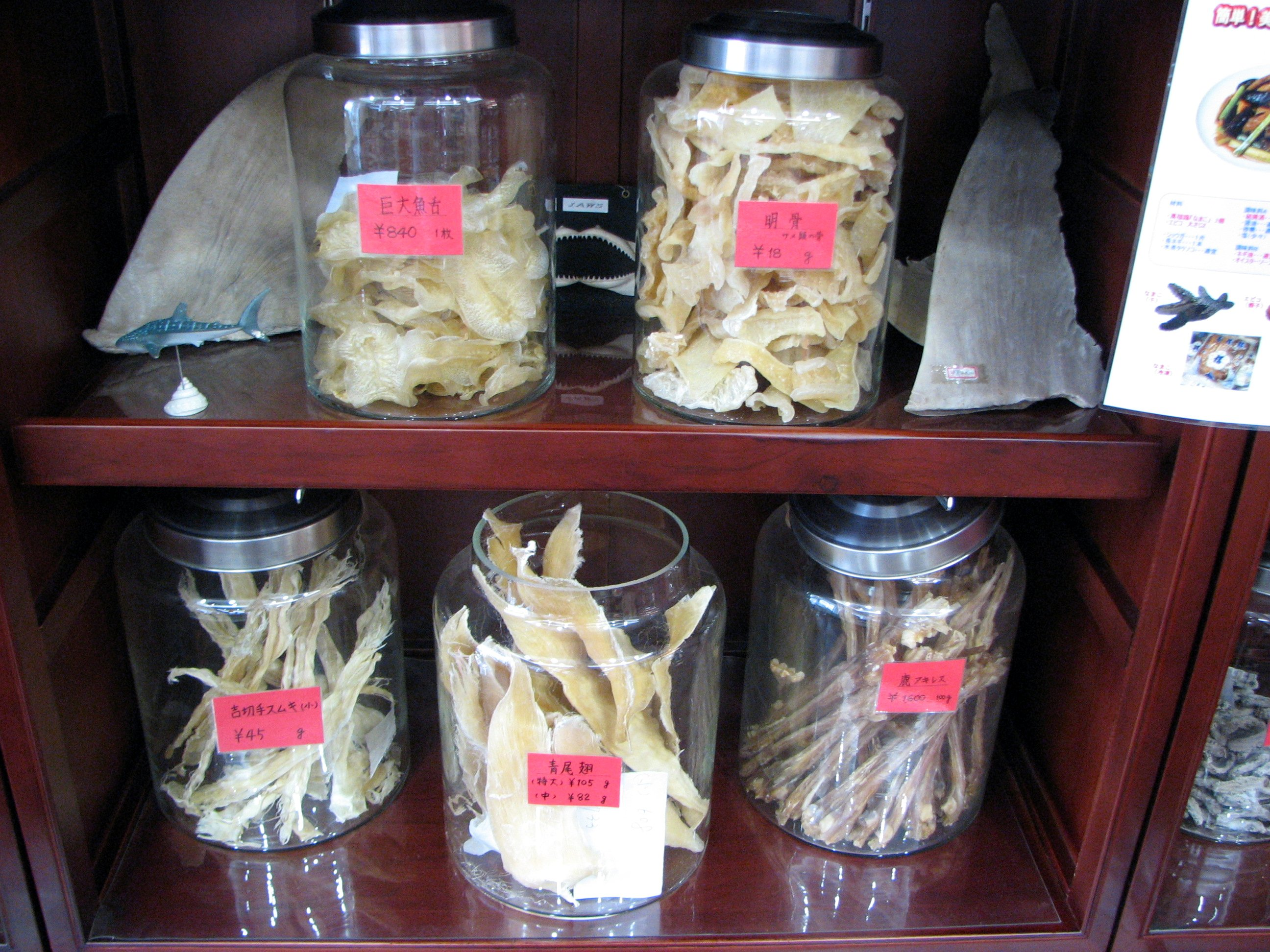
Pinne di squalo ed altre parti dell'animale vendute in una farmacia cinese.

Il piatto è molto famoso in Cina ed è venduto nei ristoranti cinesi di tutto il mondo. Una ricerca condotta in Cina nel 2006 da WildAid e dall'Associazione cinese per la conservazione della natura ha evidenziato che il 35% degli intervistati dichiara di aver consumato zuppa di pinne di squalo nell'ultimo anno. Inoltre l'83% dei partecipanti ad un'indagine online condotta dal WWF ha dichiarato di averne mangiata una porzione nell'arco della sua vita.
Nei ristoranti di Hong Kong, dove la domanda è sempre stata alta, negli ultimi anni sono calati i consumi da parte degli abitanti autoctoni, ma sono aumentati in modo complementare quelli da parte di Cinesi dell'entroterra, a mano a mano che la crescita economica pone questa costosa raffinatezza alla portata della sempre più grande classe media cinese..
In base a statistiche calcolate sul commercio di pinne ad Hong Kong, il mercato sta crescendo del 5% all'anno. L'alto prezzo della pietanza fa sì che essa sia spesso usata per impressionare gli ospiti o per celebrare occasioni speciali. Il 58% degli intervistati dal WWF ha infatti dichiarato di aver assaggiato la zuppa durante una festa o un ricevimento.
Anche se le specie macellate per le pinne sono molte, attraverso i secoli le pinne di alcune sono state identificate come particolarmente saporite e succulente. Le razze più simili agli squali, come i pesci chitarra ed i pesci sega, sono state indicate come fornitrici di migliore qualità e le loro pinne sono a volte chiamate il caviale tra le pinne di squalo. In particolare sono molto apprezzate le pinne del Rhinobatos albomaculatus. Le specie di squalo più interessate dalla macellazione sono invece lo squalo tigre (Galeocerdo cuvier), lo squalo mako (Isurus oxyrinchus), lo squalo grigio (Carcharhinus plumbeus), lo squalo dello Zambesi (Carcharhinus leucas), gli squali toro (Carcharias taurus), lo squalo orlato (Carcharhinus limbatus), lo smeriglio (Lamna nasus), la verdesca (Prionace glauca) e gli squali volpe.

Le pinne dei pesci sega, che sono in grave pericolo di estinzione, sono 
()
La famiglia fortunatamente è stata inserita tra quelle protette con più impegno dalla Convenzione internazionale sul commercio di specie a rischio (Convention on International Trade in Endangered Species, CITES) nell'Appendice I, ma a causa delle dimensioni attuali del commercio di pinne di squalo e del fatto che esse sono difficili da identificare tra le altre merci, è poco probabile che il CITES riuscirà ad impedire che questo ingrediente così pregiato venga ancora venduto.
Addirittura un terzo delle pinne importate ad Hong Kong arrivano dall'Europa. La Spagna è di gran lunga il fornitore più importante, e vende tra le 2000 e le 5000 tonnellate di questa merce ogni anno. Anche la Norvegia ne fornisce 39 tonnellate, e Regno Unito, Francia, Portogallo ed Italia ne producono una quantità non trascurabile ogni anno. Hong Kong controlla almeno il 50%, e forse fino all'80% del commercio mondiale di pinne di squalo, mentre i maggiori consumatori sono Europa, Taiwan, Indonesia, Singapore, Emirati Arabi Uniti, Stati Uniti d'America, Yemen, India, Giappone e Messico.

## Controversie

La crescita della pesca di squali dal 1950.

In base a quanto dichiarano le associazioni animaliste, la maggior parte del mercato deriva da pinne mozzate a squali ancora vivi, nel processo chiamato finning.. Visto che il resto del corpo dello squalo è valutato molto meno, l'animale mutilato e spesso ancora vivo è gettato in mare per fare posto a bordo alle ben più pregiate pinne. Una volta nell'oceano, lo squalo immobilizzato è lasciato in balia di altri squali o muore per soffocamento.
L'acclamato documentario del 2007 Sharkwater mette a nudo gli abusi della pesca di squalo ed i danni che essa causa agli ecosistemi degli oceani. Ha inoltre scoperto corruzione all'interno di alcuni governi che sostengono le industrie legate alla macellazione degli squali.

## Controindicazioni
Un consumo eccessivo della zuppa può causare sterilità negli uomini per via del contenuto di mercurio della carne di squalo.